# والفوروا
والفوروا (به ایتالیایی: Valfurva) یک کومونه در ایتالیا است که در استان سوندریو واقع شده‌است.

## خصوصیات
والفوروا ۲۱۵٫۹ کیلومترمربع مساحت و ۲٬۷۲۵ نفر جمعیت دارد و ۱٬۸۰۰ متر بالاتر از سطح دریا واقع شده‌است.